# Resolução 34 do Conselho de Segurança das Nações Unidas
Resolução 34 do Conselho de Segurança das Nações Unidas, aprovada em 15 de setembro de 1947, retirou as disputas entre a Grécia e a Albânia, e entre a Iugoslávia e a Bulgária, de agenda do Conselho.
Foi aprovada por 9 votos, com abstenções da Polônia e a União Soviética.